# Мечеть в Крушинянах
Мечеть в Крушинянах (пол. Meczet w Kruszynianach, тат.  Krujıniana mäçete) — деревянная мечеть, расположенная в деревне Крушиняны в Подляском воеводстве Польши. Является старейшей татарской мечетью в стране.

## История
Деревня Крушиняны была передана королём Польши Яном III Собеским татарам, участвовавшим на стороне Речи Посполитой в войне против Османской империи. После поселения татарского населения татары построили мечеть, о которой впервые упоминается в документе, датированном 1717-м годом. Нынешняя мечеть, скорее всего, была построена во второй половине восемнадцатого века или первой половине девятнадцатого века (точная дата строительства здания неизвестна) на месте бывшей мечети. В 1846 году в здании осуществлён ремонт, сведения о котором находятся на каменной доске у входа для женщин.
В 2008 году в результате выделения финансирования Министерством культуры и национального наследия Польши деревянное здание было оборудовано системой безопасности.
16 марта 2010 года мечеть в Крушинянах посетил принц Уэльский Чарльз.
На основании распоряжения Президента Польши от 22 октября 2012 года (опубликовано и вступило в силу 20 ноября 2012 года) мечеть в Крушинянах была признана одним из памятников истории Польши (Pomnik historii) в составе объекта «Бохоники и Крушиняны – мечети и мизары».
В 2014 году во время всплеска исламофобских нападений в Польше стена мечети была осквернена рисунком свиньи, а соседнее кладбище было попрано жестокими граффити.

## Описание мечети
Деревянное здание тёмно-зелёного цвета, внешне напоминает христианскую церковь. Внутри помещения застелены ковры, на стенах выбиты цитаты из Корана. У мечети три башни, две из которых служат минаретами. В плане здание имеет форму прямоугольника размером 10х13 м.